# إدمان الحاسوب

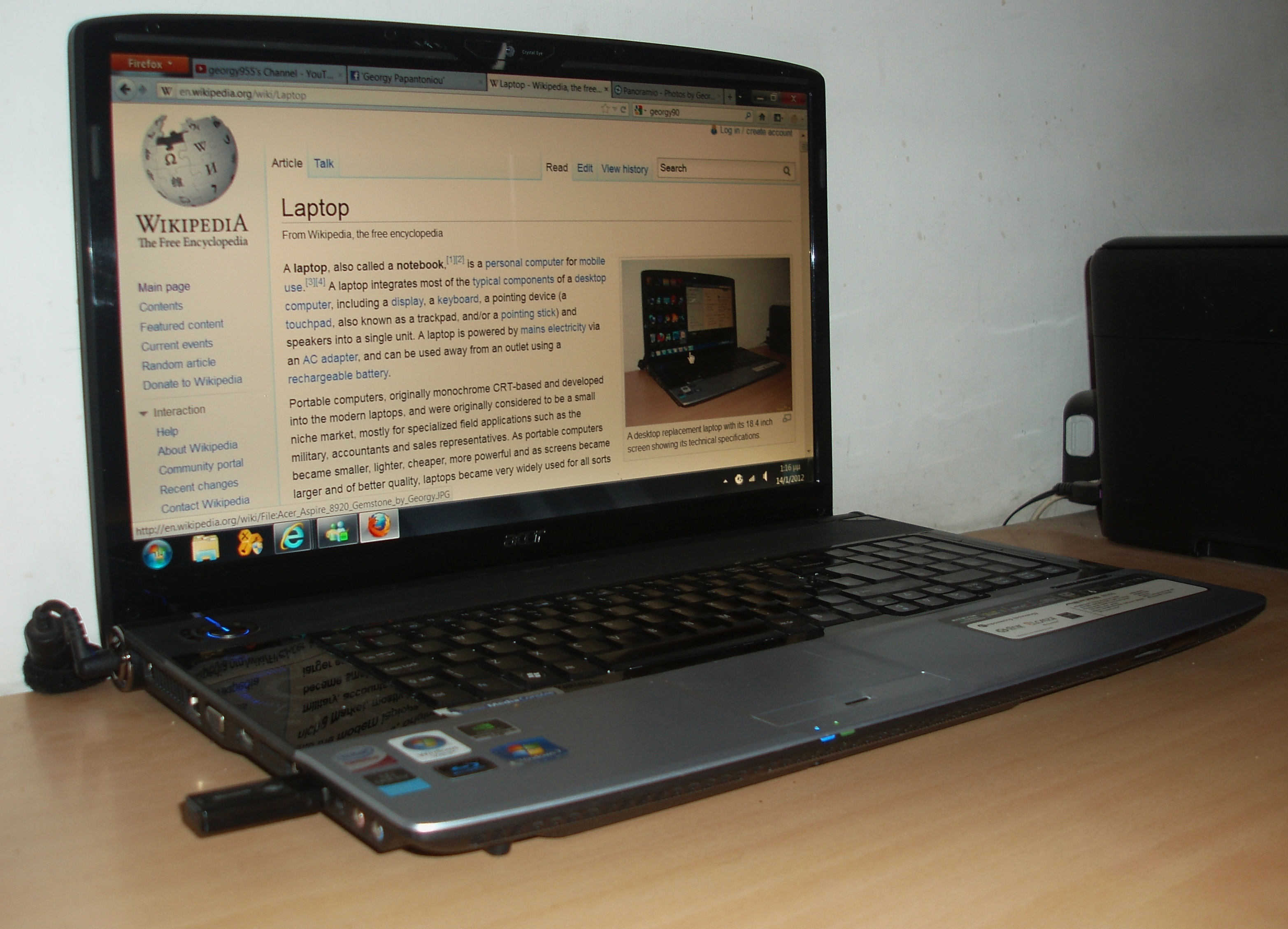
الكمبيوتر.

يمكن وصف إدمان الكمبيوتر (بالإنجليزية:Computer addiction) على أنه الاستخدام المفرط للكمبيوتر والذي ينتج عنه عواقب سلبية خطيرة تؤثر على الشخص في عدة مجالات في حياته الشخصية أو الاجتماعية أو المهنية أو الصحية وغيرها.